# Charles Fleury (architecte)
Pour les articles homonymes, voir Charles Fleury (homonymie) et Fleury.
Charles Fleury (né le 6 novembre 1828 à Rouen, mort le 24 avril 1899 à Rouen) est un architecte français.

## Biographie
Charles Désiré Fleury nait à Rouen le 6 novembre 1828, fils de Denis Florentin et de Reine Dorothée Carpentier.
Il se marie le 16 juin 1860 à Rouen avec Nelly Gaignaux. Ils ont au moins deux enfants :
- Robert, rentier ;
- Paul, industriel à Escarbotin, chevalier de la Légion d'honneur.

Architecte, il a eu ses bureaux au no 21 rampe Bouvreuil (1860), puis au no 10 rue de Fontenelle (1862) et ensuite au no 18 rue Jeanne-d'Arc (1867-1887).
Il meurt le 24 avril 1899 à son domicile au no 18 rue Jeanne-d'Arc et est inhumé au cimetière monumental de Rouen.

## Principales réalisations
- immeuble, no 39 à 45 rue de l'Hôpital à Rouen - 1857
- nef de l'église Notre-Dame-de-l'Assomption à Montville - 1859-1860[1],[2]
- maison, no 62-64 rue Stanislas-Girardin à Rouen - vers 1860[3]
- immeuble, no 23-25 rue Jeanne-d'Arc à Rouen - 1863
- cheminée de la filature Mottet, no 17 rue du Pré-de-la-Bataille - 1864[4]
- immeuble-entrepôt Saint-Frères, no 70 rue de la Vicomté à Rouen - 1892
- "château des allumettes", actuel institut Saint-Dominique, no 44 rue Verte à Rouen